# خفاش‌های گوش‌بزرگ کوچک
خفاش‌های گوش‌بزرگ کوچک (نام علمی: Micronycteris) نام یک سرده از تیره خفاش برگ‌بینی است.